# Javi Márquez
Javier Márquez Moreno (* 11. Mai 1986 in Barcelona), besser bekannt als Javi Márquez, ist ein spanischer ehemaliger Fußballspieler.

## Vereinskarriere

### Espanyol Barcelona
Javi Márquez kommt aus der Jugendabteilung von Espanyol Barcelona, dem zweitgrößten Verein seiner katalanischen Heimatstadt. Dort spielte er nicht nur in den Nachwuchsmannschaften, sondern von 2005 bis 2009 auch für die zweite Mannschaft der Herren in der Segunda División B. Am 19. September 2009 debütierte der Mittelfeldspieler für die erste Mannschaft, als er beim 3:2-Auswärtssieg über Deportivo La Coruña in der 64. Minute für Ben Sahar eingewechselt wurde. Marquez etablierte sich danach in der ersten Mannschaft und war Stammspieler. Die Saison 2009/10 sollte für ihn jedoch vorzeitig enden, weil er sich am 20. März 2010 bei 2:0-Heimsieg über den FC Sevilla einen Schienbeinbruch zuzog. In der Primera División spielte er mit Espanyol Barcelona stets im Mittelfeld der Liga.

### RCD Mallorca
Im Juli 2012 unterschrieb er einen Vertrag beim Ligakonkurrenten RCD Mallorca, während Sergio Tejera im Gegenzug zu Espanyol wechselte. Gleich am ersten Spieltag der Saison 2012/13 traf er dort auf seinen alten Verein aus Barcelona und konnte diesen mit seiner neuen Mannschaft mit 2:1 besiegen. Nur einen Monat später zog er sich beim 2:0-Heimsieg über den FC Valencia wieder eine Sprunggelenkfraktur zu, die ihn bereits in der vergangenen Saison mehrere Monate verletzungsbedingt ausfallen ließ. Zur Saison 2013/14 wurde er an den FC Elche verliehen.

### FC Granada
Im Anschluss an die Ausleihe nach Elche wurde Marques an den FC Granada verkauft. Hier spielte er durchgehend bis zum Februar 2017 und absolvierte insgesamt 51 Spiele für den Verein.

### New York Cosmos
Im Spieljahr 2017 ging er dann für Zweitligist New York Cosmos in den USA an den Start und spielte mit dem Verein die NASL Fall- und Spring-Championships sowie die Play-offs.

### Gimnàstic de Tarragona
Im Januar 2018 folgte dann die Rückkehr nach Spanien. Er wechselte ablösefrei zu Gimnàstic de Tarragona in die Segunda División. 2020 beendete er seine Karriere.